# Charlotte Lennoxová
Charlotte Lennoxová, roz. Ramsayová (* pravděpodobně 1730–4. ledna 1804), byla skotská spisovatelka a básnířka. Dnes je známá zejména jako autorka románu The Female Quixote (tj. „Quijotka“) a také díky spolupráci se Samuelem Johnsonem, Joshuou Reynoldsem a Samuelem Richardsonem. Jako samostatně píšící literátka si vybudovala dlouhou kariéru zahrnující poezii, prózu i dramata.

## Život
Charlotte Lennoxová se narodila na Gibraltaru. Její otec James Ramsay z Dalhousie pocházel ze Skotska a byl kapitánem Britského královského námořnictva. Matka Catherine, roz. Tisdallová († 1765), byla skotského i irského původu. Ramsayovi dceru pokřtili Barbara Charlotte. O období předcházejícím jejímu veřejnému působení máme velmi málo přímých informací a životopisci je odvozují z úryvků jejího prvního románu, které působí autobiograficky. Charlottina rodina se v roce 1738 na několik let přestěhovala do New Yorku, kde její otec působil jako zástupce guvernéra. Zemřel v roce 1742, ale Charlotte s matkou zůstaly v New Yorku ještě několik let. V patnácti letech Charlotte přijala místo společnice vdovy Marie Luckynové žijící v Londýně, po příjezdu však zjistila, že její budoucí zaměstnavatelka „zešílela“ ze smrti svého syna. Protože na domluvené místo už nemohla nastoupit, stala se Charlotte společnicí lady Isabelly Finchové.
První svazek básní, které Lennoxová napsala, nese název Poems on Several Occasions (tj. „Básně k několika příležitostem“) a věnovala ho v roce 1747 lady Isabelle. Charlotte se tehdy připravovala na pozici u dvora, plány jí však překazil sňatek s Alexandrem Lennoxem, „rodilým a zahálčivým Skotem“. Jediné zaměstnání, které vykonával, byla práce na celním úřadě v letech 1773–1782. I o této pozici se uvádí, že byla pozorností od vévody z Newcastlu, kterou věnoval jako odměnu Lennoxově ženě. V roce 1768, kdy Lennox prohlašoval, že je řádným dědicem hraběte z Lennoxu, byl jeho nárok Sněmovnou lordů zamítnut, protože byl nemanželským dítětem, neboli kvůli „nepřízni osudu při narození“, jak situaci taktně popsala Charlotte.
Po svatbě se Lennoxová zaměřila na herectví, nicméně bez valného úspěchu. Jedno z jejích vystoupení v londýnském Richmondu v roce 1748 označil Horace Walpole za „žalostné“. V roce 1750 však dostala možnost vystoupit v Haymarket Theatre při uvedení hry The Mourning Bride (tj. „Truchlící nevěsta“) a získat tím finanční prostředky. V témže roce publikovala svou nejúspěšnější báseň The Art of Coquetry (tj. „Umění koketerie“) v Gentleman’s Magazine. V této době se setkala se Samuelem Johnsonem, který si jí velmi vážil. Když vydala svůj první román, The Life of Harriot Stuart, Written by Herself (tj. „Život Harriot Stuartové, jak jej sama napsala“), Johnson pro ni uspořádal okázalý večírek s předáním vavřínového věnce. Johnson ji pokládal za lepší autorku než své další známé literátky, Elizabeth Carterovou, Hannah Moreovou a Frances Burneyovou. Postaral se, aby se Lennoxová seznámila s důležitými členy londýnské literární scény.
Ženy z Johnsonova okruhu neměly Lennoxovou v lásce. Hester Thraleová, Elizabeth Carterová i lady Mary Wortley Montaguová jí nestále něco vytýkaly, ať už to byla péče o domácnost, nepříjemné vlastnosti nebo vznětlivá povaha. Především ji měly za buřičku, která se nechová jako dáma.
Přesto Samuel Richardson a Samuel Johnson Lennoxové pomáhali s druhým a nejúspěšnějším románem The Female Quixote, or, The Adventrues of Arabella (tj. „Quijotka aneb Arabellina dobrodružství“) a recenzovali jej. Pro Johnsona to byl dokonce jediný román, k němuž napsal recenzi. I Henry Fielding ve svém Covent Garden Journal román chválil. The Female Quixote byla poměrně populární. Byla znovu vydána v letech 1783, 1799 a 1810 a zařazena do knižní řady významných románů. V roce 1754 byla přeložena do němčiny, v letech 1773 a 1801 do francouzštiny a v roce 1808 do španělštiny. Román převrací motiv Dona Quijota: kde se Quijote mylně pokládá za rytíře v milostném příběhu, tam se Arabella považuje za zbožňovanou dívčí hrdinku milostného románu. Když si Quijote myslí, že je jeho povinností platonicky vychvalovat čisté panny (např. venkovskou dívku, do které se zamiloval), Arabella věří, že má moc zabíjet pohledem a úkolem jejích ctitelů je podstupovat v jejím jménu muka.
The Female Quixote byla oficiálně napsána anonymně a Lennoxová nebyla až do své smrtí uváděna jako její autorka. Přesto bylo autorství Lennoxové veřejným tajemstvím, jelikož její ostatní díla propagovaly titulky „od autorky The Female Quixote“. Nicméně za života Lennoxové žádná publikovaná verze The Female Quixote její jméno nenesla. Překladatel/cenzor španělské verze Don Bernardo María de Calzada si text přivlastnil s údajem „napsáno v angličtině neznámým autorem a ve španělštině D. Bernardem“, přestože nemluvil plynně anglicky a pouze přeložil do španělštiny dřívější francouzskou verzi, už jednou cenzurovanou. V předmluvě de Calzada také varuje čtenáře před pochybnou kvalitou textu, jelikož dobrou britskou literaturu píše jen „Fyelding“ a Richardson, dva autoři s mezinárodním renomé (na rozdíl od často mechanicky psaných „zamilovaných románků“ publikovaných pod různými jmény pro obchody jako Edmund Curll’s nebo satirických milostných románů, objevujících se pod jednorázovými pseudonymy, které v první řadě ani nejsou romány).
Joseph Baretti naučil Lennoxovou italsky a další známí jí pomohli přeložit The Greek Theatre of Father Brumoy (tj. „Řecké divadlo podle otce Brumoye“), nejvýznamnější francouzskou studii řeckých tragédií z poloviny 18. století. V roce 1755 přeložila Memoirs of Maximilian de Bethune, Duke of Sully (tj. „Paměti Maxmiliána de Bethune, vévody ze Sully“), které se dobře prodávaly. Charlotte Lennoxová se učila několik jazyků a začala se zajímat o původ her Williama Shakespeara. V roce 1753 Andrew Millar publikoval první dva svazky jejího díla Shakespeare Illustrated (tj. „O Shakespearovi názorně“), mnoha odborníky považovaného za první feministickou literární kritiku. Třetí svazek se dostal na veřejnost v roce 1754. V této kritice Lennoxová rozsáhle rozebírá prameny Shakespearova díla se zvláštním zaměřením na tradici milostné literatury, ze které čerpal. Kritizovala zejména skutečnost, že jeho hry zbavují ženské postavy jejich původní autority, neboť „jim odebírají moc a morální nezávislost, které jim staré příběhy a romány dávaly“. Samuel Johnson k dílu napsal věnování, ale další lidé kritizovali způsob, jakým zachází s – slovy Davida Garricka – „tak významným a vynikajícím autorem“. Přestože Johnson zajišťoval pověst tištěných děl Lennoxové, literární svět se jí pomstil při předvedení hry The Sister (tj. „Sestra“), zpracované podle jejího třetího románu Henrietta. Při premiéře několik skupin diváků představitele hry společně vypískalo, ačkoliv se hra vícekrát dočkala tištěného vydání.
Třetí román z pera Lennoxové Henrietta vyšel v roce 1758 a úspěšně se prodával, nicméně jí nevynesl žádné peníze. Z textů, které psala v letech 1760–1761 pro periodikum The Lady’s Museum, posléze v roce 1962 vznikl román Sophia. David Garrick byl producentem jejích Old City Manners (tj. „Způsoby ve Starém Městě“) hrané v Theatre Royal na Drury Lane v roce 1775 (jde o adaptace hry Eastward Ho! od Bena Jonsona). V roce 1790 vydala svůj poslední román Euphemia (tj. „Eufemie“), avšak s malým úspěchem, jelikož zájem veřejnosti o milostné romány opadl. Euphemia je román ve formě dopisů odehrávající se ve státě New York v době před americkou revolucí.
Z dětí Lennoxové se dospělosti dožily dvě: Harriot Holles Lennoxová (1765–1802/4) a George Lewis Lennox (nar. 1771). Charlotte mnoho let žila odděleně od manžela, až se definitivně rozešli v roce 1793. Zbytek života strávila v „chudobě z osamění“, zcela závislá na podpoře Královského literárního fondu. Zemřela 4. ledna 1804 v Londýně a byla pohřbena v neoznačeném hrobě na hřbitově Broad Court Cemetery.
The Female Quixote je jedním z románů, které zmiňuje Jane Austenová v dopisech, které psala své sestře Cassandře. Motiv dívky ovlivněné romanticky laděnou literaturou pravděpodobně inspiroval její Opatství Northanger. Také během 19. století zůstala The Female Quixote poměrně populární. Ve 20. století došly schopnosti a důvtip Lennoxové uznání u feministických akademiček, např. Janet Toddové, Jane Spencerové a Nancy Armstrongové. Žádné z děl Charlotte Lennoxové dosud nebylo přeloženo do češtiny.

## Dílo

### Poezie
- Poems on Several Occasions[9] (1747)
- The Art of Coquetry[10] (1750)
- Birthday Ode to the Princess of Wales[11]

### Romány
- The Life of Harriot Stuart[12] (1751)
- The Female Quijote[13] (1752)
- Henrietta[14] (1758)
- Sophia[15] (1762)
- Eliza[16] (1766)
- Euphemia[17] (1790)
- Hermione (1791)

### Divadelní hry
- Philander[18] (1758)
- The Sister[19] (1762)
- Old City Manners[20] (1775)

### Literární kritiky
- Shakespeare Illustrated[21] (1753-54)

### Příspěvky v periodicích
- The Lady's Museum[22] (1760-61)

### Překlady
- Memoirs of Maximilian de Bethune, Duke of Sully[23] (1756)
- The Memoirs of the Countess of Berci[24] (1756)
- Memoirs for the History of Madame de Maintenon and of the Last Age[25] (1757)
- The Greek Theatre of Father Brumoy[26] (1759)
- Meditations and Penitential Prayers by the Duchess de la Valière[27] (1774)